# Iglesia de San Ildefonso (Vitoria)
La iglesia de San Ildefonso fue un edificio religioso de la ciudad española de Vitoria, derruido en el siglo XIX.

## Descripción

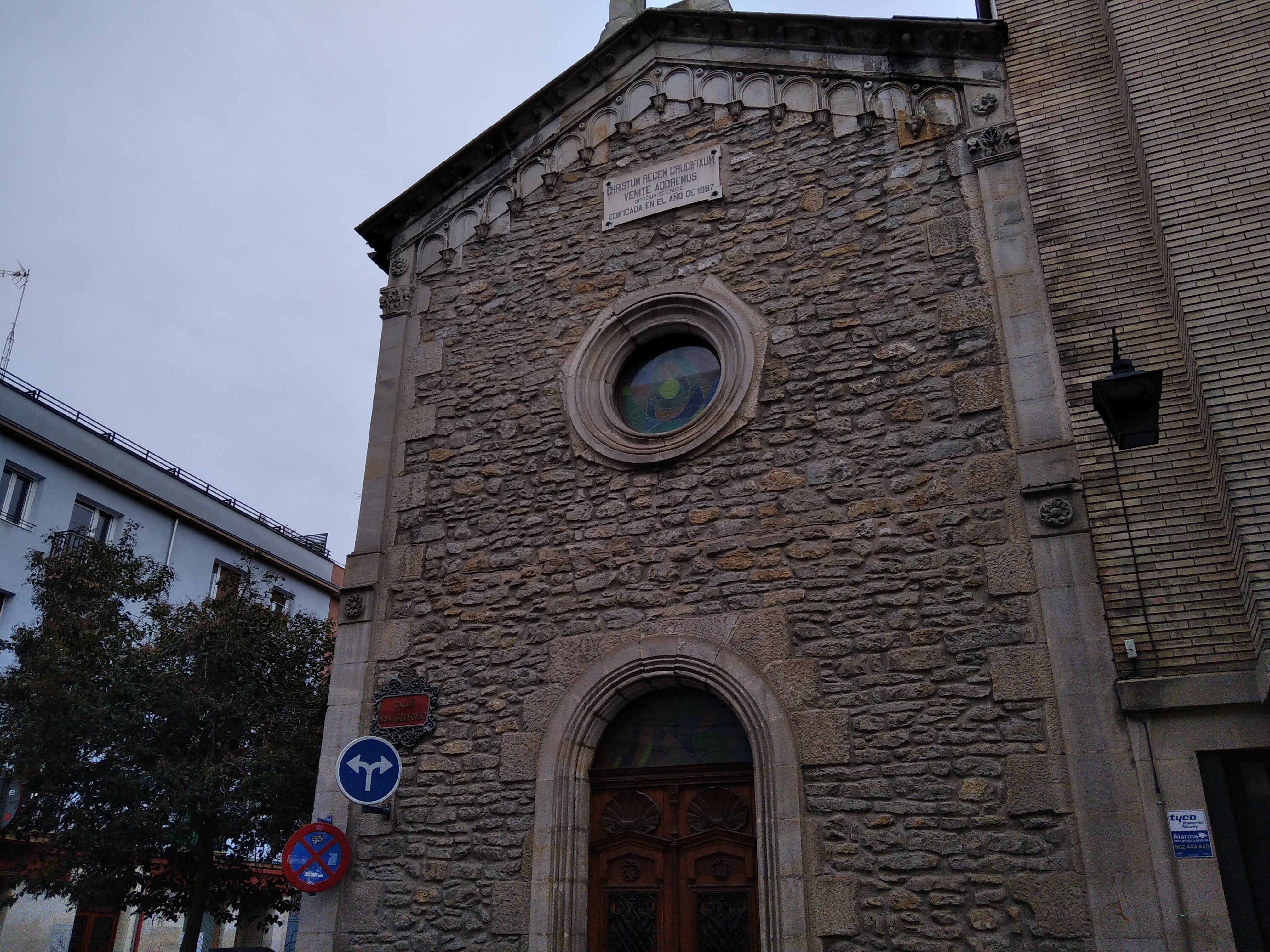
La capilla al Santo Cristo de San Ildefonso que se elevó sobre el solar que quedó tras la desaparición de la iglesia

La iglesia fue fundada en 1256, durante la estancia del rey Alfonso X en la ciudad de Vitoria. En Vitoria y sus cercanías (1904), de Vicente González de Echávarri, se describe con las siguientes palabras:

Su fábrica era hermosa y de gusto gótico, constaba de tres naves y un crucero y abarcaba el espacio demarcado hoy por las calles de San Ildefonso, molino de este nombre, Nueva dentro y portal de Urbina.

En la capilla de San Juan de Letrán, ó de los Olaves, había un sepulcro de piedra blanca de Salvatierra, formado por un arco de medio punto y la estatua yacente del fundador; el conjunto de estatuas, figuras pequeñas y varios adornos estilo Berruguete era magnífico; en uno de los ángulos colgaba un morrión, sobre la fornaleta del arranque del arco; en el tímpano de su interior, en bajo relieve se veía á Jesucristo resucitado sobre la lápida del sepulcro, y á sus lados cinco figuras de los soldados que lo guardaban; en la fachadita exterior de orden corintio, sobre ménsulas había dos columnas estriadas delante de pilastras, con sus correspondientes basas, capiteles y cornisa; el friso de la cornisa estaba adornado con varias representaciones de la pasión de Cristo y dos cartones sostenidos por mancebos; terminando el conjunto dos estatuas aisladas y el escudo del fundador. Se construyó este enterramiento en 1559 y cobijaba los restos mortales de D. Pedro y don Francisco Olave.

El coro, campanario y portada de dicha iglesia los hizo D. Sebastián Arresti, maestro arquitecto en 1645, y fueron destruídos por orden del comandante de ingenieros de esta plaza dada el 30 de Agosto de 1837 para aprovechar la piedra en las fortificaciones de la ciudad.
(González de Echávarri, 1904, pp. 107-108)

El templo se demolió poco después, por lo que el cabildo pasó a estar unido al de San Pedro, adonde se llevaron también los libros parroquiales. En parte del solar que quedó, se elevó una capilla al Santo Cristo de San Ildefonso, antiguamente conocido como «Cristo del potalejo», pues estaba situado en el portillo de la muralla que daba acceso a la ciudad.